# Blumeodendron calophyllum
Blumeodendron calophyllum är en törelväxtart som beskrevs av Airy Shaw. Blumeodendron calophyllum ingår i släktet Blumeodendron och familjen törelväxter. Inga underarter finns listade i Catalogue of Life.